# Medios de comunicación en Concepción
Los medios de comunicación en Concepción, ciudad de Chile, son muy arraigados en la población, por expresar enunciativamente las necesidades, sentimientos y corrientes de opinión penquista.
Los principales medios de comunicación de la ciudad surgieron en los siglos XIX y XX.

## Periódicos
Históricamente los periódicos han sido, junto a la radio, los principales medios de comunicación de la ciudad.
El 15 de noviembre de 1882 se funda el principal periódico penquista y uno de los más importantes del sur del país, El Sur.
Este periódico ha crecido gradualmente hasta llegar al día de hoy, en el que es uno de los principales voceros de los habitantes de Concepción.
El otro periódico que actualmente se encuentra en circulación es Crónica, que, aunque nació como una alternativa a El Sur, fue fundado por el mismo consorcio periodístico que administra este periódico, Diario El Sur S.A..

### Historia
La prensa escrita en Concepción parte a inicios del siglo XIX y no se ha detenido, con una intensa proliferación de periódicos, vespertinos y diarios.

#### Inicios ysigloXIX
Investigaciones de varios historiadores sitúan la circulación del primer medio escrito penquista en 1817, cuando Bernardo O'Higgins y Pedro del Río Zañartu publicaron el Reglamento de la Legión del Mérito de Chile, de 7 páginas.
En 1822 también circuló en Concepción dos proclamas de Ramón Freire, pero como no se tiene certeza de donde fueron impresas, existe la posibilidad que esto haya sucedido en alguna imprenta que ya funcionaba en la ciudad.
También durante 1829, en el marco de la contrarrevolución liberal chilena, circularon algunos boletines, que, según Diego Barros Arana, eran «boletines bastante sumarios, escritos con mucha exageración y con redacción muy desaliñada, y todavía difíciles de entender por las condiciones tipográficas o más propiamente por la tinta que empleaban».
Aun así, concretamente en 1833 se creó el primer periódico penquista como tal, y es considerado concretamente como el inicio del periodismo en la ciudad. El periódico se llamó El Faro del Bío-Bío, y circuló hasta el terremoto de 1835, cuando sus instalaciones fueron destruidas.Actualmente quedan solo los restos de un muro del edificio donde funcionó el cual fue solicitado declarar monumento nacional en 1973 por el entonces director regional de Turismo Raúl Labbé Isla.
En 1834 ya había iniciado la circulación de otro periódico, El Minero, pero desapareció el mismo año de su fundación.
Con la desaparición de El Faro del Bío-Bío y El Minero, concluyó la primera etapa del periodismo penquista.
Tuvieron que pasar 7 años para que, el 15 de diciembre de 1842, se creara El Telégrafo de Concepción, periódico bisemanal, que terminó con su circulación en 1843.
Más tarde aparecerían El Hambriento (1844-1845); El Penquista, La Estrella del Sur, La Libertad y La Oposición (circularon en 1845); Miscelánea (circuló solamente el 30 de agosto de 1845); La Patria (1845-1846); El Clamor del Sur (1845-1846); Eco Nacionaly El Relámpago (circularon en 1846) y El Correo del Sur (1849-1865). Sin duda el último fue uno de los más relevantes en la zona.
En 1851 se editó La Unión, periódico gratuito que alcanzó 27 números. Ese año también vio la luz El Boletín del Sur, periódico político y de inclinación oficialista.
Durante la mitad del siglo XIX aparecieron El Conservador (1851); El Amigo del Pueblo (1856); El Correo del Pueblo (1858), La Tarántula (1862-1887) y La Reforma (1867-1868). La Revista del Sur (1864-1876) fue la continuación de La Tarántula (incluso continúo con la numeración de ediciones). Cambió su nombre por razones políticas.
Posteriormente aparecieron La Mañana (1869-1870); El Alba (1870); La Democracia Moderna (1871-1876); La Libertad Católica (1871-1879, se cree que su continuador fue El País), La Igualdad (1872), El Mercantil (1875), La Alianza Liberal y La Industria Nacional (circularon en 1876), El Progreso y El Pensamiento (circularon en 1877) y El Automovilista (1878).
En el marco de la Guerra del Pacífico aparecen periódicos como El Republicano (1879-1885); Noticias del Ejército (1881) y El Agricultor (1882). 
En 1892 se crea El Sur, sin duda el periódico penquista más relevante de los siglos XIX y XX. En la actualidad continúa en circulación.
Ya durante los fines del siglo XIX aparecen El Ensayo (1885); El Orden (1886); El Boticario (1887); El Demócrata (1888-1890); La Antorcha, El Correo del Sur, El Guía de Arauco, El Sinapismo (circularon en 1890); La Industria y El Demócrata (circularon en 1891); El País, que circuló en 1892 y que sería el continuador de La Libertad Católica; El Evangelista Chileno (1892-1894); El Diario Comercial (1893-1896); El Trabajo (1896) y La Bohemia (1897).
En síntesis, Concepción conoció a más de 50 publicaciones durante todo el siglo XIX.

#### SigloXXhasta la actualidad
Las publicaciones de principios del siglo XX se caracterizan por tener una vida efímera, debido, quizás, a la escasez de recursos, la mala distribución de los ejemplares o la escasa colaboración del comercio. Pero con el despegue de la industria regional a mediados de siglo las publicaciones superan estos problemas.
De esta manera nacen, a principios de siglo, La Razón (1899-1900); Concepción Ilustrado (1900); El Bohemio y La Estrella del Sur (circularon en 1902); El Liberal y La Pura Verdad (circularon en 1903), El Eco Obrero (1903-1904); La Buena Lectura y La Voz del Sur (circularon en 1904); El Progreso, La Flecha, El Centinela, La Causa, La Juventud, La Lanza, El Progreso, Los Tiempos y La Verdad (circularon en 1905); El Diario e Industria (1906-1908, empezó como El Diario para luego cambiar su nombre al mencionado); El Pueblo (1909-1910); Chantecler (1910, revista literaria y de crítica humorística); Vida Artística y Vida Nueva (1910); La Tribuna (1910-1911); El Pililo (1911); El Heraldo (1911-1914, circuló primero en 1911 para luego reaparecer); El Buen Amigo (1913-1918); La Época (vespertino, 1914-1948); Siluetas (1914); La Escuela Pública (1916) y La Unión (1917). Este último es considerado como el continuador de El País, que, a su vez, habría sido el continuador de La Libertad Católica.
Luego nacen Boletín Comercial y La Cuestión Social (circularon en 1921); Lecturas y Via Telegráfica (circularon en 1922); La Propaganda Agrícola, La Razón, La Reforma y Sinceridad (circularon en 1923); El Ahorro (1924); Atenea (empezó a circular en 1924, revista publicada por la Universidad de Concepción); El Asalariado, El Empleado, El Ideal, El Rayo y La Voz del Pueblo (circularon en 1925); Carrusel y El Surco (circularon en 1926); El Camino Recto (1926-1930); Boletín Parroquial de San José (fundado en 1927); Andarín (1928); El Chuncho (1930); Ejercicios Espirituales, La Acción Católica, Avance, Civilidad, Horizontes, Sin Mordaza y La Antorcha (circularon en 1931); Auca, Evolución, Orientación, Pacífico Austral y El Socialista (circularon en 1932); Acción Ferroviaria y La Voz Obrera (circularon en 1933); Frente Popular (1937-1940); El Amigo y Mundo Social (circularon en 1940); El Esfuerzo (1940-1941) y otra publicación con el nombre Acción Ferroviaria (1945).
Un periódico destacado fue La Patria, que nació de la transformación de la editora de La Unión que había sido continuador del periódico El País y éste a su vez de La Libertad Católica. Es por ello que aunque se considera que sus inicios se sitúan en el siglo XIX, el periódico conocido como La Patria parte en 1923. Ante la consolidación de El Sur, y, consecuentemente, el sufrimiento de pérdidas económicas, La Patria no tuvo más alternativa que desaparecer.
El diario Crónica fue lanzado por primera vez en 1949, y duró hasta 1985. Fue creado por Diario El Sur S.A., la misma empresa que administra El Sur. Fue refundado en 1995, y circula en la actualidad.
Desde mediados del siglo XX aparecen menos periódicos, pero toman mucho más notoriedad. Entre las publicaciones que aparecieron destacan El Diario Color (1971-1977); Mejores Datos (publicación publicitaria, 1990-actualidad); Región del Bío-Bío (1991-1992); Tiempo Regional (1992-1999); Hora 12 (1994); Todo Avisos (publicación publicitaria, 1990-actualidad); Nós (magazine, 1995-actualidad); La Visión (publicación evangélica, 2001-actualidad); Económicos del Bío-Bío (publicación publicitaria); Teniente Bello (magazine) y Sólo Empleo (publicación publicitaria) Mensualmente circula además una guía referencial de todos los eventos y panoramas de Concepción, es "Concepción Turismo i Panoramas" o "Guía TiP" la cual edita su primer número en mayo de 2005 -actualidad.

## Radio
Según datos publicados en "El libro de oro de Concepción" ya funcionaban en 1950 cuatro emisoras, todas ellas desaparecidas: Radio Simón Bolívar 1030 AM, Radio Cóndor 590 AM, Radio Araucanía y Radio El Sur. 
En la primera de éstas sus directores fueron Antonio Jaén y Alfonso Alcalde, y uno de sus programas más recordados se llamaba "Ráfagas" que tenía contenido periodístico y de denuncia. 
Hoy día, la Radioemisora más antigua de la ciudad es Radio Universidad de Concepción. Emisora perteneciente a la Universidad del mismo nombre y que fue fundada en 1959. Es una emisora con un fuerte énfasis en lo local y la música selecta. Tiene programas de gran nivel intelectual, realizados en su mayoría con apoyo de la comunidad académica de la UdeC. Transmite en la provincia de Concepción, las 24 horas y con señales a través de Internet. [SitioWeb http://www.radioudec.cl]. Es la única de la zona que cuenta con el sistema RDS, que emite información en los paneles digitales de los receptores.
Radio Universidad de Concepción emite en el 95.1 F.M. y tiene su antena difusora ubicada en el cerro Centinela de Talcahuano hasta donde envía una señal por fibra óptica para emitir por aire luego.
Radio Bío-Bío es la principal emisora radial penquista, debido a su rol informativo en la ciudad y su notable crecimiento. Fue fundada en 1966 en Concepción, y desde allí se ha expandido por todo Chile, llegando a transformarse a una de las más importantes cadenas radiales nacionales.
Al definirse como independiente no está afiliada a la Asociación de Radiodifusores de Chile (ARCHI), que posee 17 estaciones radiales afiliadas emitiendo en Concepción. Algunas de ellas son cadenas de carácter nacional.
Cabe destacar que Radio Bío-Bío no es la única emisora que no está afiliada a la ARCHI. Dentro de la empresa de Bío-Bío Comunicaciones (empresa propietaria de Radio Bío-Bío) también se encuentra la Radio Punto 7 con cobertura a gran parte del país menos a Santiago. 
Existen muchas otras estaciones que no se han integrado a esta organización, y gran parte de estas son las conocidas como radios vecinales, es decir, estaciones que emiten desde una población o sector de la ciudad, con información personalizada para estos lugares. Algunas son Radio Lorenzo Arenas o Radio Pedro del Río Zañartu, emisoras radiales de estos sectores. 
Otras Radios exclusivas de la zona son:
- Radio Femenina, 96.7 FM
- Radio Florencia, 100.3 FM
- Radio Llacolen, 1600 AM
- Radio Universidad del Bío Bío, 1360 AM
- Radio Ines de Suárez, 860 AM
- Radio Nueva Caracol, 590 AM
- Radio Metropolitan, FM 88.5 FM
- Radio Digital, 105.5 FM

A Concepción llega la señal de una radioemisora cuyos estudios se ubican fuera de esta comuna, como lo es el caso de Radio Oceanía 93.7 FM. Sus estudios se ubican en el sector Las Higueras de Talcahuano. 
Y en las comunas-dormitorios del Gran Concepción funcionan radios comunales, aunque estas últimas no tienen señal para Concepción
- Radio Talcahuano (nueva) 105.7 FM
- La Radio de Penco 107.7FM
- Radio Brisas de Chiguayante 96.9 FM
- Súper Radio Genial de Chiguayante 98.7 FM
- Radio Uno de Chiguayante 107.9 FM

Algunas radios tienen transmisión vía internet.

## Televisión
Los medios televisivos penquistas en sí aparecieron a fines del siglo XX, si bien el primer intento de poseer un canal de televisión comercial ocurrió entre 1961 y 1962 con el lanzamiento de TV Bolívar, perteneciente a la Radio Simón Bolívar y que emitía mediante circuito cerrado y por cable debido a las restricciones legales de la época. En 1973 la actividad televisiva penquista se retomaba con un canal local llamado Canal 5 de Concepción, la cual transmitía la programación de Canal 13 en diferido o en directo y también con una producción local como el informativo Telecinco, pero finalmente sus transmisiones terminaron en noviembre de 1996, para convertirse en una repetidora del entonces canal católico.
En 1977, se fundaba Televisión Educativa (TVE), precedente de la actual Televisión Universidad de Concepción (TVU). Este canal es uno de los más destacados en la ciudad, debido a que se considera que es el más visto entre los canales penquistas, superando a Canal 9 Bío-Bío Televisión (ex-Canal Regional) (creado en 1991), su competidor directo. Este último medio es asociado a la Radio Bío-Bío.
Canal 9 Bío-Bío Televisión y TVU son emisoras penquistas que, debido a su gran crecimiento, han concluido transformándose en canales representativos de la región e incluso de otras regiones, al ampliarse la cobertura a estas últimas (como es el caso de TVU).